# Torneo Regional 1973
El Torneo Regional 1973 fue la séptima edición de este torneo, organizado por el Consejo Federal de la Asociación del Fútbol Argentino. Su objetivo era clasificar 5 equipos para disputar el Campeonato Nacional 1973 pero, debido a una resolución, fueron 7 los clasificados.

## Incorporados y relegados
| Pos. | Clasificados del Regional 1972 |
| ---- | ------------------------------ |

| Relegados del Nacional 1972 |
| --------------------------- |

| Incorporados de las ligas regionales                                         |
| ---------------------------------------------------------------------------- |
| Cuarenta y un (41) equipos ganadores de las plazas de sus ligas respectivas. |

## Sistema de disputa
Los participantes fueron divididos en cinco regiones, en cada una se enfrentaron en 2 etapas a eliminación directa a 2 partidos. El ganador de la primera fase clasificó a la fase final. Los demás equipos pasaron a la segunda fase, donde bajo el mismo formato, se definió al segundo clasificado a la fase final. En caso de igualdad de goles, avanzó el que anotó más goles de visitante o, en su defecto, el vencedor de los tiros desde el punto penal.
En la fase final, los 2 ganadores se enfrentaron a único partido en cancha del ganador de la primera fase. De haber empate, se definió por medio de tiros desde el punto penal. En caso de que ganara el clasificado de la segunda fase, se disputó un segundo partido en cancha de dicho equipo. El ganador de cada región clasificó al Campeonato Nacional.

## Fase final

### Región bonaerense
| 24 de junio | Kimberley (MdP) | 2:0 | Rosario Puerto Belgrano | Estadio General San Martín, Mar del Plata |  |

|  | Kimberley (MdP) clasificó al Nacional 1973. |

### Región Sur
| 8 de julio | Cipolletti | 2:0 | All Boys (SR) | Estadio La Visera de Cemento, Cipolletti |  |

|  | Cipolletti clasificó al Nacional 1973. |

### Región Mesopotamia
| 24 de junio | Chaco For Ever | 3:0 | Mandiyú | Estadio El Gigante de la Avenida, Resistencia |  |

|  | Chaco For Ever clasificó al Nacional 1973. |

### Región Centro
| 3 de junio | San Martin (M) | 0:0 (4:5 p.) | Belgrano | Estadio Libertador General San Martín, Mendoza |  |

| 10 de junio | Belgrano | 3:0 | San Martin (M) | Estadio Gigante de Alberdi, Córdoba |  |

|  | Belgrano clasificó al Nacional 1973. |

### Región Norte
| 3 de junio | Juventud Antoniana | 1:1 (3:4 p.) | Gimnasia y Esgrima (J) | Estadio Fray Honorato Pistoia, Salta |  |

| 10 de junio | Gimnasia y Esgrima (J) | 1:1 (6:5 p.) | Juventud Antoniana | Estadio 23 de Agosto, San Salvador de Jujuy |  |

|  | Gimnasia y Esgrima (J) clasificó al Nacional 1973. |